# Andromimetofilia
La andromimetofilia (del griego ἀνδρός, varón; μιμητικός, imitable; φιλία, atracción) consiste en la atracción sexual hacia las mujeres que se visten o se comportan como hombres, hacia los hombres transexuales en transición, o hacia los transexuales que han completado la transición. Es la contraparte de la ginemimetofilia.